# Andreas Otterling
Andreas Otterling (25 maggio 1986) è un lunghista svedese.

## Palmarès
| Anno | Manifestazione | Sede     | Evento         | Risultato | Prestazione | Note                          |
| ---- | -------------- | -------- | -------------- | --------- | ----------- | ----------------------------- |
| 2011 | Europei indoor | Parigi   | Salto in lungo | 18º (q)   | 7,63 m      |                               |
| 2012 | Europei        | Helsinki | Salto in lungo | nm (q)    | nm (q)      |                               |
| 2013 | Europei indoor | Göteborg | Salto in lungo | 22º (q)   | 7,39 m      |                               |
| 2015 | Europei indoor | Praga    | Salto in lungo | Bronzo    | 8,06 m      | Miglior prestazione personale |